# Cathédrale Regina Mundi de Bujumbura
La cathédrale Regina Mundi de Bujumbura est une cathédrale catholique située à Bujumbura, la capitale économique du Burundi.

## Histoire
Construite à la fin des années 1950, et en fonction à partir de 1958, cette église n'a acquis le statut de cathédrale qu'en 1959, au moment de la nomination du premier évêque autochtone de Bujumbura, Michel Ntuyahaga,. La première pierre, toujours visible à droite de l’entrée, en fut posée le 15 août 1956, jour de l’Assomption, par Jean-Paul Harroy, alors vice-gouverneur géneral du Ruanda-Urundi.  La cathédrale fut consacrée le 8 janvier 1962 par Mgr Mojaisky-Perelli, délégué apostolique du Congo, du Ruanda, et du Burundi, en présence de Mgr Michel Ntuyahaga.
Selon la Société des Missionnaires d'Afrique, communément appelés « Pères blancs », c’est l’un de ses membres, Frère Alban, suisse alémanique né Emil Büchi, qui a dessiné les plans de la Cathédrale et organisé sa construction ; on lui doit la réalisation de plusieurs autres bâtiments religieux au Burundi, ainsi que la publication d’un manuel pratique de construction. Son rôle est confirmé par un article du Liechtensteiner Volksblatt (de) du 4 août 1959, où l'on peut lire "Bruder Alban Büchi (aus U'Ehrendingen) erbaut gegenwärtig die Kathedrale in Usumbura.".
L'édifice a subi une importante réhabilitation dans la seconde moitié de 2020.

## Description
D’une architecture moderne caractéristique des années 1950, la cathédrale est construite sur un plan basilical, avec une nef constituée d’un vaisseau central et de deux bas-côtés, et un chœur en abside ; elle n’a pas de transept. Le chœur est entouré d'un déambulatoire.
La largeur de son vaisseau central est d’environ 20 m, et sa largeur totale d’environ 30 m. La longueur de sa nef est d’environ 45 m, et sa longueur totale d’environ 55 m. Elle peut accueillir environ deux mille fidèles.
Le toit du vaisseau central est à deux pans, peu inclinés, en tôles posées sur une charpente métallique. Son faîte, surmonté à l'avant d'une croix discrète, culmine à environ 20 m. Les bas-côtés, tout comme l'abside du chœur, ont un toit plat.
La voute intérieure n'est que très légèrement cintrée, et est rythmée par des poutres arquées rejoignant les piliers de la nef.
L'édifice est flanqué, à gauche, d’un campanile d’une hauteur d’environ 40m, qui est surmonté d’une croix, et du haut duquel on a une vue étendue sur la ville et le lac Tanganyika. Il jouxte un grand jardin arboré s'étendant à l'arrière et sur le côté gauche.
On accède à la cathédrale par un escalier menant à une terrasse qui fait toute sa largeur, puis par trois portails en bois ouvragé, au motif en treillis, protégés par un porche, qui, lui-aussi, fait toute la largeur de l'édifice. Chaque portail est surmonté d'une baie en plein cintre, d'une dizaine de mètres de hauteur, ornée d'un vitrail qui, comme les autres vitraux de la cathédrale, est dû à l'artiste peintre belge Maurice Hizette. Le vitrail central du triptyque représente la Vierge Marie tenant l'Enfant Jésus dans ses bras, Notre-Dame Reine du Monde, à laquelle est dédié le monument (voir illustration plus bas, dans la Galerie).
A droite de l’entrée, on peut voir un bas-relief représentant quatre personnages auréolés.
Initialement de la couleur grise du matériau de revêtement des façades, elle est maintenant peinte dans une tonalité jaune vanille. L’intérieur, très lumineux, est également peint ; des teintes claires, blanc et jaune, y côtoient du bleu et du saumon.
Le sol du chœur est en marbre et les boiseries sont en bois du Congo.
En tournant à droite, juste après avoir passé le portail, on peut voir les fonts baptismaux, dans une petite chapelle latérale semi-circulaire ornée de vitraux.
La Cathédrale est dépourvue d'orgue.

## Commémoration
Le 18 décembre 1961, la cathédrale a fait l'objet d'une émission spéciale de six timbres-poste du Ruanda-Urundi, avec surtaxe, le produit de celle-ci étant destiné intégralement à son achèvement. Deux de ces timbres représentent une vue frontale du bâtiment, deux autres une vue d'angle, et les deux derniers, les vitraux de la façade principale. Ces timbres mentionnent Usumbura, qui est l'ancien nom de Bujumbura (voir illustration plus bas, dans la Galerie).

## Galerie

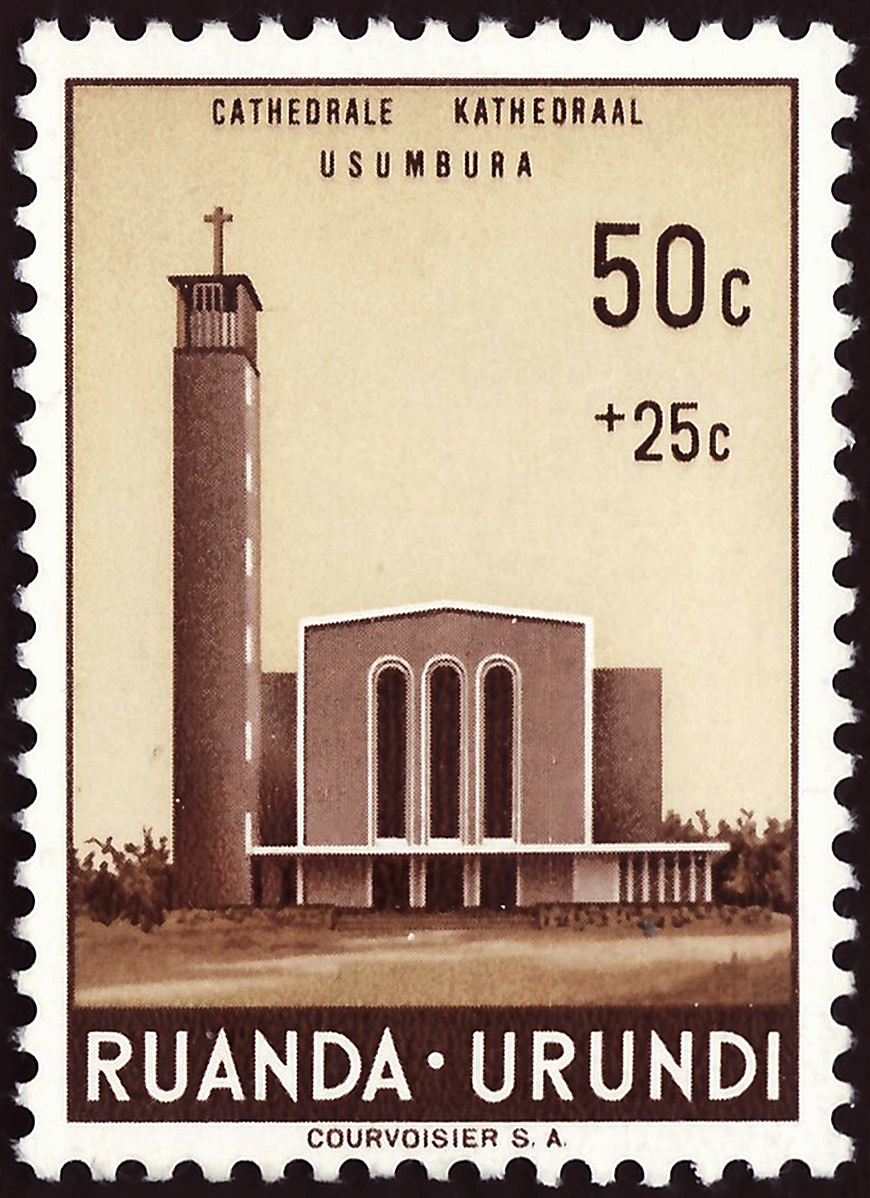
Timbre-poste commémoratif, 1961
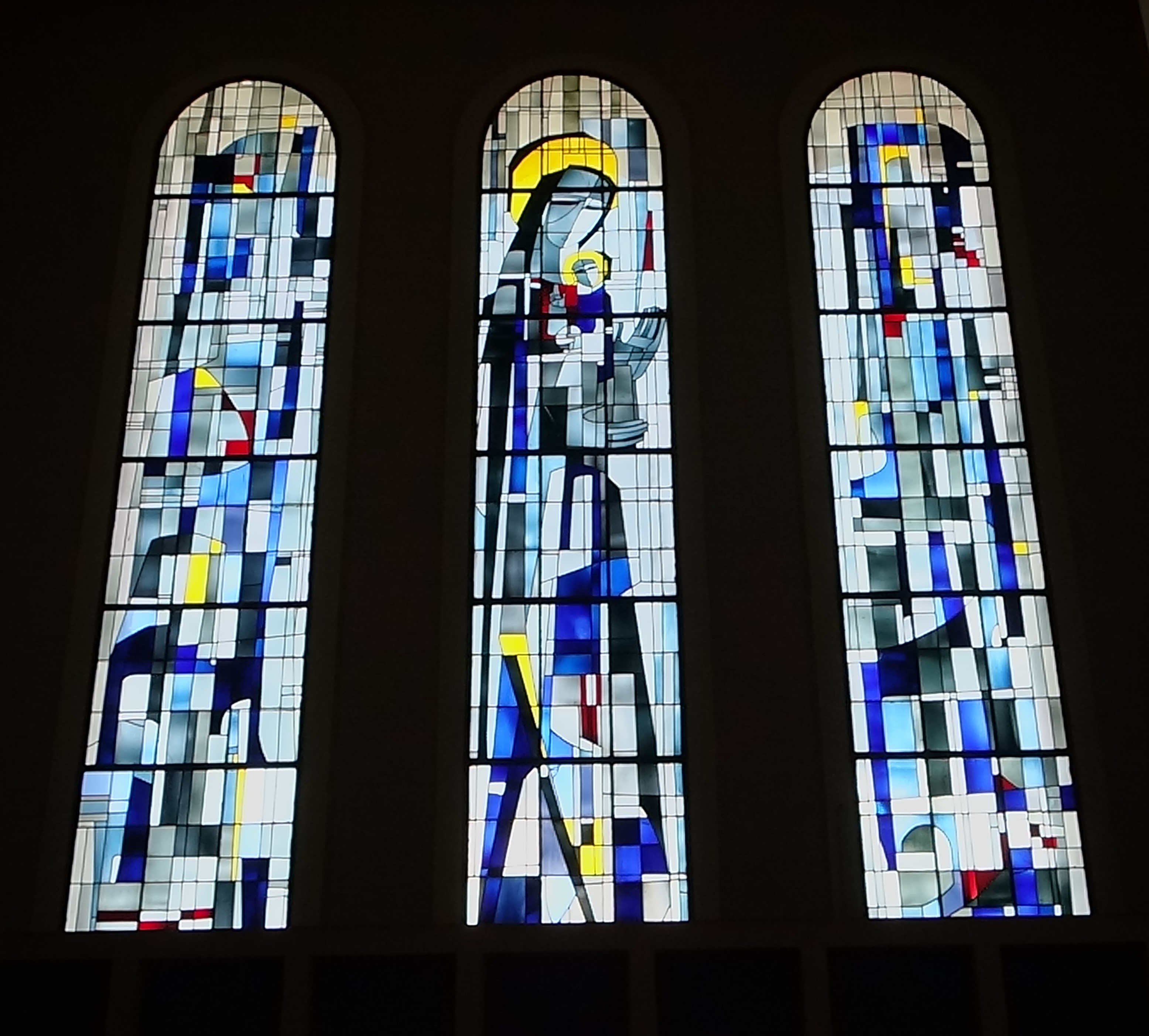
Vitrail Regina Mundi, M. Hizette, 1959
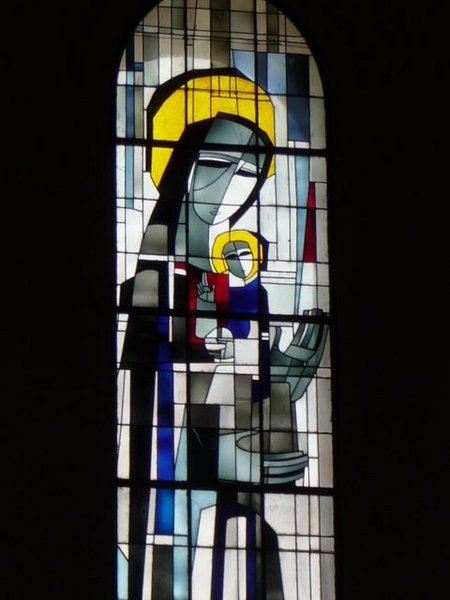
Vitrail Regina Mundi, détail, M. Hizette, 1959
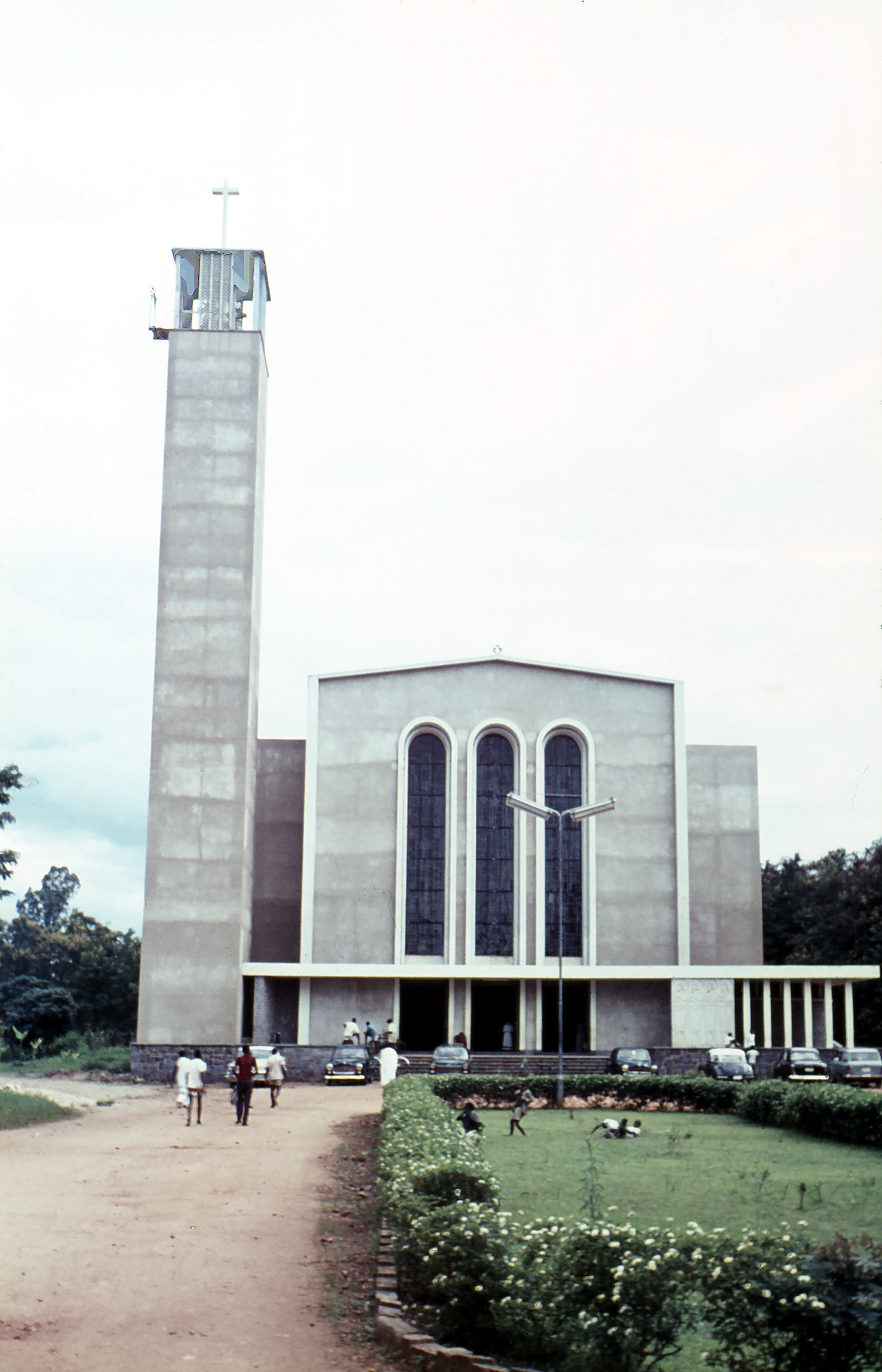
Vue de la cathédrale en 1966
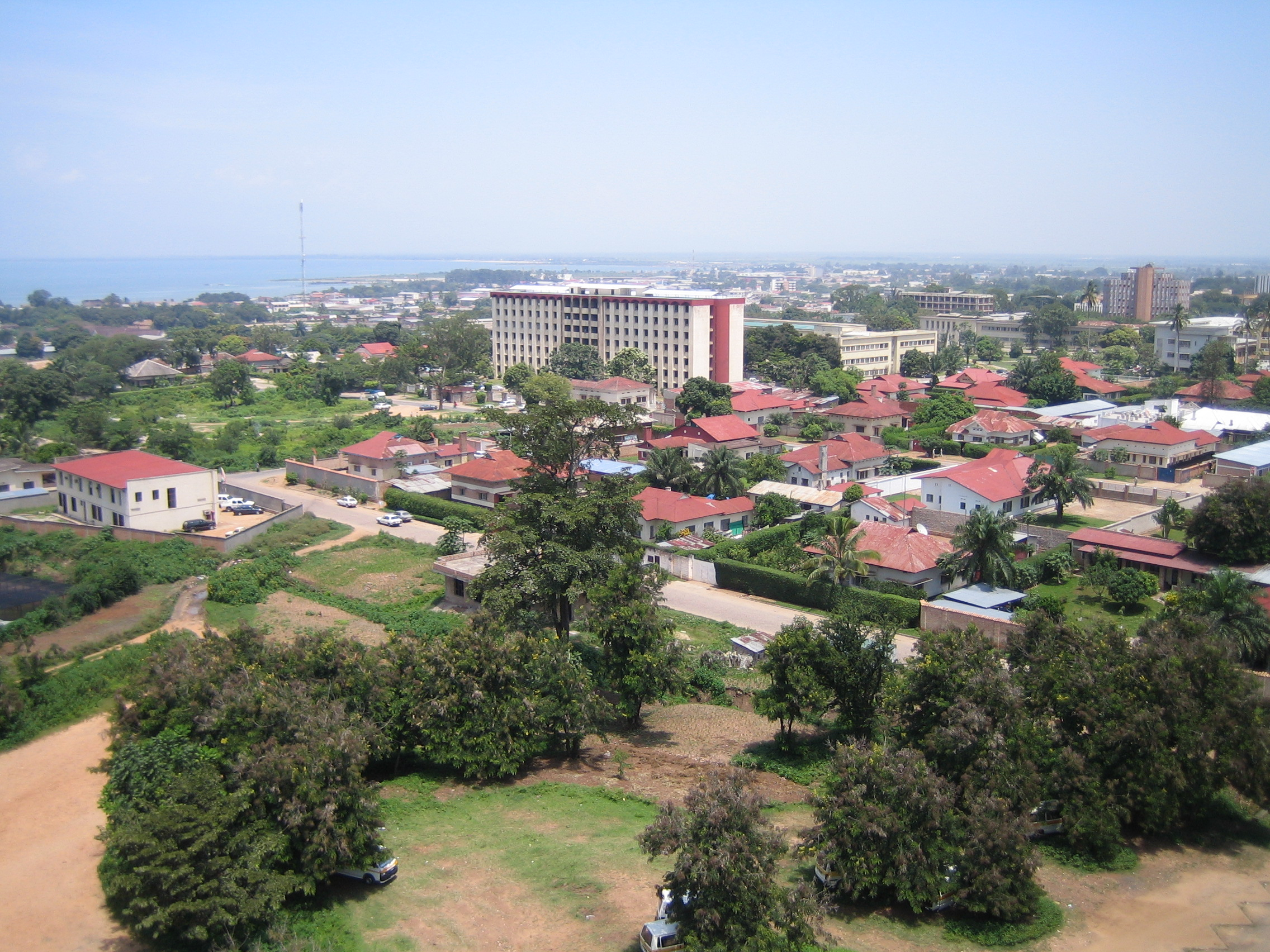
Vue de la ville et du lac depuis le campanile